# Созопол (община)
Созопол (болг. Община Созопол) — община в Болгарии. Входит в состав Бургасской области. Население составляет 16 106 человек (на 15 мая 2008 года).
Административный центр — город Созопол.
Кмет (мэр) общины Созопол — Тихомир Йорданов Янакиев  по результатам выборов 2019 года.

## Состав общины
В состав общины входят следующие населённые пункты:
1. Атия
2. Выршило
3. Габыр
4. Зидарово
5. Индже-Войвода
6. Крушевец
7. Присад
8. Равадиново
9. Равна-Гора
10. Росен
11. Созопол
12. Черноморец